# Мерёй (Буш-дю-Рон)
Мерёй (фр. Meyreuil) — коммуна на юго-востоке Франции в регионе Прованс — Альпы — Лазурный Берег, департамент Буш-дю-Рон, округ Экс-ан-Прованс, кантон Тре.
Площадь коммуны — 20,13 км², население — 4932 человека (2006) с тенденцией к росту: 5293 человека (2012), плотность населения — 262,9 чел/км².

## Население
Население коммуны в 2011 году составляло 5294 человека, а в 2012 году — 5293 человек.
| 1962 | 1968 | 1975 | 1982 | 1990 | 1999 | 2006 | 2008 | 2011 | 2012 |
| ---- | ---- | ---- | ---- | ---- | ---- | ---- | ---- | ---- | ---- |
| 2042 | 2441 | 2492 | 2845 | 3766 | 4407 | 4932 | 5084 | 5294 | 5293 |

Динамика населения:

## Экономика
В 2010 году из 3589 человек трудоспособного возраста (от 15 до 64 лет) 2538 были экономически активными, 1051 — неактивными (показатель активности 70,7 %, в 1999 году — 67,3 %). Из 2538 активных трудоспособных жителей работали 2341 человек (1260 мужчин и 1081 женщина), 197 числились безработными (76 мужчин и 121 женщина). Среди 1051 трудоспособных неактивных граждан 383 были учениками либо студентами, 303 — пенсионерами, а ещё 365 — были неактивны в силу других причин.
На протяжении 2010 года в коммуне числилось 2027 облагаемых налогом домохозяйств, в которых проживало 5116,0 человек. При этом медиана доходов составила 22 тысячи 788 евро на одного налогоплательщика.